# Клюевка (посёлок)
Клю́евка — посёлок в Кабанском районе Бурятии. Административный центр сельского поселения «Клюевское».

## География
Расположен на берегу озера Байкал, в 8 км к юго-западу от города Бабушкин. Через посёлок проходят Транссибирская магистраль и федеральная автомагистраль Р258 «Байкал». По западной окраине посёлка протекает река Клюевка, впадающая в Байкал (устье реки в 1 км к северо-западу от посёлка). В 1,5 км к западу от посёлка находится станция Клюевка Восточно-Сибирской железной дороги.

## Население
| 2002 | 2010  |
| ---- | ----- |
| 1397 | ↘1231 |

## Инфраструктура
Средняя общеобразовательная школа, Дом культуры, библиотека, врачебная амбулатория, реабилитационный центр для несовершеннолетних.